# جنویو گاروان بردی
جنویو بردی (Genevieve Brady)، دوشس کلیسای مقدس روم (نام تولد: ماکائولی) (Macaulay) (موسوم به گاروان) (Garvan) (زادهٔ ۱۱ آوریل ۱۸۸۰ – درگذشتهٔ ۲۴ نوامبر ۱۹۳۸)، نوع‌دوست آمریکایی و حامی خیریه‌های کاتولیک بود. او به‌عنوان معاون شورای رفاه نیویورک، نایب‌رئیس کمیتهٔ ملی زنان در تجهیز رفاه و آسایش و رئیس هیئت‌مدیرهٔ دختران پیشاهنگ ایالات متحده آمریکا فعالیت کرد. در سال ۱۹۲۶، پاپ پیوس یازدهم از او تجلیل کرد و به‌دلیل شایستگی‌هایش به مقام دوشس پاپی نائل آمد. در سال ۱۹۳۴، ژنو گاروان، به‌عنوان نخستین زن از دانشگاه جورج‌تاون مدرک افتخاری دریافت کرد.

## زندگی‌نامه
جنویو گاروان در ۱۱ آوریل ۱۸۸۰ در هارتفورد، کنتیکت چشم به جهان گشود. پدرش، پاتریک گاروان و مادرش، مری کارول و برادرش، فرانسیس پاتریک گاروان بودند. یک خواهر به خواهران مذهبی مرسی در هارتفورد، کنتیکت پیوست. او با باور کاتولیک پرورش یافت و به صومعهٔ سکرت هارت در پراویدنس، رود آیلند رفت. جنویو از کالج سکرت هارت در شهر وستچستر، نیویورک فارغ‌التحصیل شد و بعدها تحصیلاتش را در درسدن و پاریس ادامه داد.
گاروان در ۱۱ اوت ۱۹۰۶ با نیکلاس فردریک بردی ازدواج کرد. شوهر وی که به‌عنوان پیرو کلیسای اسقفی پرورش یافته بود، پیش از ازدواج به مذهب کاتولیک روی آورد.
جنویو گاروان در جنگ جهانی اول، باشگاه مستعمرهٔ قدیمی در نیویورک را خرید و به‌عنوان مرکز تجهیز برای آموزش پرستاران با هدف خدمت‌رسانی در اروپا به دولت قرض داد. بعد از جنگ، دولت فرانسه به پاس کمک‌های مالی جنویو گاروان به پناهجویان، به او نشان افتخار اعطا کرد. جنویو گاروان همچنین برندهٔ جایزهٔ فرمان پادشاهی از سوی پادشاه بلژیک، آلبرت اول شد.
در دههٔ ۱۹۲۰، گاروان و همسرش زمستان‌ها را در کاخ کاسا دل سول در روم می‌گذراندند تا بتوانند به امور واتیکان بپردازند. همسر او که بعدها مفتخر به عنوان دوک پاپ شد، نخستین آمریکایی‌ای بود که درجهٔ عالی مسیح، بالاترین درجهٔ جوانمردی که از سوی پاپ اعطا می‌شود، دریافت کرد. در سال ۱۹۲۶، پاپ پیوس یازدهم به جنویو گاروان، عنوان دوشس پاپ اعطا کرد. او همچنین عناوین بانوی شوالیه‌های مالت، بانوی فرقهٔ مزار مقدس اورشلیم و عنوان برای کلیسا و پاپ را دریافت نمود.
او نزد النور روزولت، بانوی اول، به‌عنوان نایب‌رئیس هیئت‌مدیرهٔ کمیتهٔ ملی زنان در تجهیز رفاه و آسایش خدمت کرد.
جنویو گاروان، بنیان‌گذار باشگاه کارول، انجمنی برای زنان بازرگان و رئیس هیئت‌مدیرهٔ دختران پیشاهنگ ایالات متحده آمریکا بود. در سال ۱۹۳۶، ملکی که وقف دختران پیشاهنگ آمریکا کرد، به افتخار او کمپ جنویو بردی نامیده شد. او در سمت معاونت کمیتهٔ رفاه نیویورک فعالیت کرد. در سال ۱۹۳۴، جنویو گاروان مدال لائتار دانشگاه نوتردام را به‌عنوان مهمترین غیرروحانی کاتولیک آمریکا دریافت کرد. در سال ۱۹۳۴، او مدرک دکترای افتخاری حقوق را از رئیس دانشگاه جورج تاون، دبلیو کولمن نویلز، به‌عنوان نخستین زنی که مدرک افتخاری از دانشگاه دریافت می‌کند، کسب کرد.
او و همسرش در نیویورک، خیابان پنجم، پلاک ۹۱۰ و در اینیسفادا در ملک تودور ریوایوال خود در ماساچوست، نیویورک سکونت داشتند. آن‌ها میزبان مهمانان عالی‌رتبه‌ای از مقامات رسمی کاتولیک شامل فرانسیس اسپلمن و پاپ پیوس دوازدهم آینده بودند. در سال ۱۹۳۷، جنویو گاروان این ملک را که شامل ۲۵۰ هکتار زمین و یک عمارت ۸۰ اتاقی بود، به انجمن عیسی مسیح در ایالت نیویورک هدیه کرد که پیش از تبدیل آن به خانهٔ انزوای یسوعیان سنت ایگناتیوس در سال ۱۹۶۳، از آن به‌عنوان مدرسهٔ علوم دینی استفاده می‌شد. نمازخانهٔ این ملک، سنت جنویو نامیده شد.
در سال ۱۹۳۰، همسر جنویو گاردن چشم از جهان بست و کلیهٔ املاک به ارزش دوازده میلیون دلار را برای وی به میراث گذاشت. جنویو به نوبهٔ خود در همان سال، ۹۵ اثر هنری به خانهٔ تعلیم راهبه‌های یسوعیان تازه‌تأسیس در ورنرسویل، پنسیلوانیا اهدا کرد که بعدها مشخص شد یکی از آن‌ها اثر تینتورتو بوده‌است. در ۶ مارس ۱۹۳۷، بردی با شهادت روحانیون طی مراسمی خصوصی با ویلیام بابینگتون ماکولی، کشیش واتیکان در ایالت آزاد ایرلندی، ازدواج کرد. این ازدواج به‌دلیل نیاز به حضور ماکولی در رم بدون اطلاع‌رسانی انجام شد.
در ۲۴ نوامبر ۱۹۳۸، جنویو گاروان پس از یک دورهٔ مختصر بیماری، چشم از جهان فروبست. او در جوار همسر اولش پایین محراب اصلی در خانهٔ تعلیم راهبان سنت ایزاک جوگز در ورنرسویل، پنسیلوانیا آرمیده‌است. مشارکت‌های مالی او برای کلیسای کاتولیک بر لوحی در کلیسای سنت پاتریک در رم به یادگار نگاشته شده‌است. ملک او شش میلیون دلار ارزش‌گذاری شد که بیشتر آن وقف باشگاه کارول و سایر خیریه‌ها شده‌است.